# (36614) Saltis
(36614) Saltis (2000 QU148) – planetoida z pasa głównego asteroid okrążająca Słońce w ciągu 3,65 lat w średniej odległości 2,37 j.a. Odkryta 27 sierpnia 2000 roku.